# Ken Bugul
Ken Bugul, właśc. Mariètou Mbaye Biléoma (ur. 1948 w Ndoucoumane w Senegalu) – senegalska pisarka pisząca po francusku.

## Życiorys
Uczęszczała do szkoły średniej w Thiès. Przez rok studiowała na uniwersytecie w Dakarze, po czym zdobyła stypendium, dzięki któremu kontynuowała studia w Belgii. Gdy wróciła do Senegalu w 1980 roku, została dwudziestą ósmą żoną lokalnego marabuta, który wkrótce zmarł. W latach 1983–1993 angażowała się w działania związane z rozpowszechnianiem idei świadomego macierzyństwa: przez trzy lata koordynowała na szczeblu krajowym działania senegalskiej organizacji zajmującej się prawami reprodukcyjnymi, a później pracowała za granicą dla międzynarodowych placówek Planned Parenthood w Afryce. Wyszła po raz drugi za mąż, za ginekologa z Beninu. Po dłuższym pobycie w Togo przeniosła się do Porto-Novo. Po śmierci drugiego męża założyła galerię sztuki i rzemiosła w jego dawnym gabinecie. W 2006 roku była rezydentką w programie literackim Uniwersytetu Iowa.

## Twórczość
Zadebiutowała w 1982 autobiograficzną powieścią Le Baobab Fou, w której opisała przeżycia osoby z frankofońskiej, postkolonialnej Afryki podczas pobytu w Belgii. Po naleganiu francuskiego wydawcy autorka dla bezpieczeństwa przybrała pseudonim Ken Bugul – imię w języku wolof znaczące „niechciana osoba”, które jest nadawane, by oszukać złe duchy, nienarodzonym dzieciom w rodzinach doświadczonych poronieniem. Powieść doczekała się licznych opracowań krytycznych oraz została przetłumaczona m.in. na język angielski i niemiecki. Jej kolejne dwie powieści również miały charakter autobiograficzny. Książka Riwan ou Le chemin de sable (1999) została wyróżniona nagrodą Grand prix littéraire d’Afrique noire przyznawaną przez Stowarzyszenie Pisarzy Języka Francuskiego. W alegorycznej powieści La Folie et la mort (2000) autorka połączyła wątki autobiograficzne z wymyślonymi legendami i snami. W następnych publikacjach zaczęła odchodzić od wątków autobiograficznych na rzecz fikcji literackiej. Za swoją twórczość została w 2003 roku wyróżniona przez ministra kultury Francji odznaczeniem Kawaler Orderu Sztuki i Literatury.
W jej powieściach często pojawia się wątek wyzwolenia afrykańskich kobiet z ról narzucanych przez lokalne tradycje, a także motyw nieobecnej matki.

## Dzieła
- 1982: Le Baobab Fou[1]
- 1994: Cendres et braises[1]
- 1999: Riwan ou Le chemin de sable[1]
- 2000: La Folie et la mort[1]
- 2003: De l’autre côte du regard, wyd. pol.: Widziane z drugiej strony (2004, tłum. Anna Gren)[5]
- 2005: Rue Félix-Faure, wyd. pol.: Ulica Félix-Faure (2005, tłum. Jacek Giszczak)[6]
- 2006: La pièce d’or[1]
- 2008: Mes hommes à moi[1]
- 2014: Cacophonie[1]
- 2022: Le Trio bleu[7]